# Comisión de Box, Lucha Libre y Artes Marciales Mixtas (México)
La Comisión de Box, Lucha Libre y Artes Marciales Mixtas (antes conocida como Comisión de Box y Lucha Libre) es el organismo encargado de regular y supervisar lo relacionado con las promociones de artes marciales mixtas, boxeo y lucha libre profesional en México.
Su función principal es licencias a peleadores, entrenadores y promotores, además de garantizar la seguridad y el cumplimiento de reglamentos en eventos deportivos. Existen comisiones locales en diferentes estados y ciudades, que no necesariamente comparten nombre. En el caso de MMA, también existe la Federación de Artes Marciales Mixtas Equidad y Juego Limpio (FAMM-EJL), que también juega un papel importante en la regulación y promoción de este deporte en México.
El taekwondo es el único deporte de lucha de entre los cuatro con mayor popularidad en el país que no forma parte de la comisión. Si bien, cuenta con la Federación Mexicana de Taekwondo, sus actividades no son sancionadas por la comisión.

## Comisiones por entidad federativa
| Entidad federativa  | Comisión |
| ------------------- | --- |
| Aguascalientes      | - Comisión de Box, Lucha Libre y Artes Marciales Mixtas de Aguascalientes. |
| Baja California     | - Comisión de Box, Lucha Libre y Kick Boxing de Ensenada. - Comisión de Box y Lucha Libre de Mexicali. - Comisión de Box, Lucha Libre y Artes Marciales de Rosarito. - Comisión de Box y Lucha Libre Tecate. - Comisión de Box, Lucha Libre, Kickboxing y Artes Marciales Mixtas de Tijuana. |
| Baja California Sur | - Comisión de Box y Lucha Libre de Comondú. - Comisión de Box y Lucha Libre de La Paz. - Comisión de Box y Lucha Libre de Los Cabos. |
| Campeche            | - Comisión de Box y Lucha Libre de Campeche. - Comisión de Box y Lucha Libre de Carmen. |
| Ciudad de México    | - Comisión de Box, Lucha Libre y Artes Marciales Mixtas de la Ciudad de México. |
| Chiapas             | - Comisión de Box y Lucha Libre de Tuxtla Gutiérrez. |
| Chihuahua           | - Comisión de Lucha Libre de Juárez. |
| Colima              | - Comisión de Box, Lucha Libre y Kick Boxing de Manzanillo. |
| Estado de México    | - Comisión de Box y Lucha Libre del Estado de México. |
| Guanajuato          | - Comisión de Box y Lucha Libre de Celaya. |
| Jalisco             | - Comisión de Box, Lucha Libre, Kick Boxing y Full Contact de Zapopan. |
| Michoacán           | - Comisión de Box, Lucha Libre y Artes Marciales Mixtas de Morelia. |
| Nayarit             | - Comisión de Box y Lucha Libre de Tepic. |
| Nuevo León          | - Comisión de Box, Lucha Libre y Artes Marciales Mixtas de Monterrey. |
| Oaxaca              | - Comisión de Box y Lucha Libre de Juchitán. - Comisión de Box y Lucha Libre de Oaxaca. |
| Puebla              | - Comisión de Box y Lucha Libre de Puebla |
| Quintana Roo        | - Comisión de Box y Lucha Libre de Benito Juárez. - Comisión de Box y Lucha Libre de Cozumel. - Comisión de Box y Lucha Libre de Isla Mujeres. - Comisión de Box y Lucha Libre de Othón P. Blanco.                                                                                           |
| Sinaloa             | - Comisión de Box y Lucha Libre de Ahome. |
| Sonora              | - Comisión de Box y Lucha Libre del Estado de Sonora. |
| Tamaulipas          | - Comisión de Box y Lucha Libre de Victoria. |
| Tlaxcala            | - Comisión de Box y Lucha Libre de Tlaxcala. |
| Yucatán             | - Comisión de Box y Lucha Libre de Mérida. |

## Categorías de peso
| Categoría    | Peso                |
| ------------ | ------------------- |
| Completo     | + de 97 Kilos       |
| Semicompleto | 88 a 97 Kilos       |
| Medio        | 78 a 87 Kilos       |
| Wélter       | 70 Kilos a 77 Kilos |
| Ligero       | - de 70 Kilos       |